# Simulação empresarial

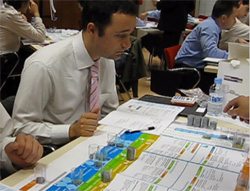
Sessão de Negócios Simulada

No contexto das ciências e tecnologias, simular é recriar comportamentos de um sistema ou processo – o sistema simulado – através de um sistema computadorizado – o simulador – numa forma adequada para estudo e interacção (exemplos: simuladores de voo, pacientes virtuais para estudo de medicina).
Todo o contexto empresarial, é influenciado por várias forças (competição, tendências de consumo, comportamento do consumidor, entre outras), o que torna o processo de tomada de decisão bastante complexo. Numa organização, a implementação de processos de melhoria sem um entendimento total do impacto que as alterações irão causar, pode ter consequências imprevisíveis. Daí a importância do uso de ferramentas, como a Simulação Empresarial, que auxiliam os gestores a compreenderem os seus processos de negócio e como é que as mudanças nesses processos se vão reflectir em toda a organização.
“A simulação é um processo de projectar um modelo computacional de um sistema real e realizar experiências com este modelo com o propósito de entender seu comportamento e/ou avaliar estratégias para sua operação” Pegden (1990). A vantagem essencial das simulações e de outros ambientes de aprendizagem sintéticos baseia-se na “capacidade de aumentar, substituir, criar e/ou gerir a vivência que o indivíduo tem com o mundo que o rodeia, ao providenciar conteúdo realístico e instrumentos educacionais” (Cannon-Bowers e Apesar de se pensar que a SE tem a sua origem na China, por volta do ano 3000 AC (Wolfe 1993), com a invenção dos jogos de tabuleiro e dos jogos de guerra, os jogos de gestão contemporâneos datam de 1955, aquando do desenvolvimento de um exercício de simulação para o sistema logístico da Força Aérea Americana pela Rand Corporation – o Monopologs – onde era pedido aos participantes que simulassem a gestão de um inventário, assumindo o papel de gestores de armazém. Em 1956, surge o primeiro jogo de gestão globalmente conhecido, o Top Management Decision Simulation, desenvolvido pela American Management Association (Meier et al. 1969). A partir daí, o número de simuladores cresceu rapidamente sendo que, por volta dos anos 60, estima-se que o seu número fosse já de 100 e que mais de 30.000 executivos tivessem já tido contacto com pelo menos uma simulação.
Com a chegada dos computadores mais potentes e mais baratos e o aumento dos softwares user-friendly, as técnicas de modelação de negócio disseminaram-se, permitindo, de forma generalizada, experimentar várias opções ou cenários na ajuda ao processo de tomada de decisão. O aumento do ritmo das transacções veio também estimular o uso da SE. Não há tempo suficiente para experimentar novos produtos num ambiente real e corrigir possíveis erros, muitas vezes, extremamente onerosos e que podem colocar em risco toda a organização.

## Âmbito
A simulação de qualquer sistema ou processo baseia-se num modelo do mesmo - uma descrição apropriada para ser transformada em cálculos ou instruções que um computador pode executar de modo a determinar possíveis comportamentos do sistema ao longo do tempo.

### Modelo
Designa-se modelo comportamental aquele descreve como é que certas variáveis do sistema evoluem ao longo do tempo, e como é que esta evolução é afectada pelos valores de quantidades a que chamamos parâmetros. Quando se transforma esse modelo em cálculos ou instruções que um computador pode executar obtemos um modelo programado.

### Actividades
A simulação de um modelo implica a realização em sequências cíclicas de 4 actividades:
- escrita ou selecção do modelo,
- programação do modelo,
- execução do modelo,
- avaliação da simulação e do modelo.

### Avaliação
Quando se observam os resultados de uma simulação, inerentemente avaliam-se esses resultados e o modelo subjacente. A utilidade da simulação depende do espírito crítico que acompanha a sua utilização. Convém distinguir na avaliação de uma simulação e do modelo que a baseia, diferentes direcções de avaliação:
- Completude e validade do modelo matemático;
- Consequências dos parâmetros do modelo, em particular dos que afectam as regras de decisão reflectidas;
- Correcção e flexibilidade do modelo programado;
- Parâmetros da simulação e valores iniciais das variáveis;

A validade de um modelo e das simulações que ele suporta depende da confiança que se tem no modelo e nas simulações. Tomar decisões sobre um sistema ou compreender o seu comportamento vai, assim, depender do grau de concordância entre os comportamentos simulados e os observados no sistema.

### Utilidade
Podemos entender a simulação como um processo amplo que engloba não apenas a construção do modelo, mas todo o processo experimental que se segue, pretendendo:
- Experimentar e avaliar sistemas;
- Criar novos sistemas e processos;
- Simular situações onde as experiências são difíceis ou impossíveis;
- Construir teorias e hipóteses considerando as observações efectuadas;
- Usar o modelo para prever o comportamento futuro, isto é, os efeitos produzidos por alterações no sistema ou nos métodos empregados na sua operação;
- Explorar situações com um menor custo, em ambientes simulados, minimizar erros.

## Aplicações
As ferramentas de simulação são frequentemente utilizadas para explorar cenários com vista à resolução de problemas concretos. O estudo do comportamento de um modelo, através da manipulação das suas variáveis, permite perceber quais os outputs que se podem esperar e, portanto, gera argumentos para o processo de tomada de decisão.
As aplicações de ferramentas de simulação são várias, podendo ser sintetizadas nos seguintes grandes grupos:
- Apoio à decisão (Observatório de Tarifários da ANACOM ),
- Formação/Aprendizagem interativa(Bernard Simulação Gerencial ),
- Diversão e relacionamento social(Torneio Gerencial ).

Uso típico dos modelos e simulações de negócio:
- Planeamento financeiro, quantificando o impacto das decisões de negócio na folha de Balanço;
- Avaliação do risco, determinando, medindo e gerindo o equilíbrio entre lucro e certos tipos de risco;
- Previsão, através da análise de dados históricos simulando cenários futuros e descobrindo tendências;
- Modelação do processo de negócio, mapeando os processos, tarefas e passos dos processos, numa representação visual dos recursos necessários.

A simulação como método de previsão de comportamento, deverá permitir ao gestor ter uma visão quase imediata, da evolução prevista para um certo período de tempo, permitindo assim, em caso de erro, o ajuste antecipado, evitando dessa forma o custo que lhe estaria associado. Por outro lado, permite também chegar a informações, que de outra maneira, quando as obtivesse já poderia ser muito tarde, ou possivelmente nunca se chegaria a essas conclusões, não se conseguindo ajustar às exigências do mercado, perdendo competitividade.

## Ferramentas

### Software de simulação
Com a ajuda de software de simulação os gestores podem compreender os seus processos de negócios melhor do que nunca. Este tipo de software pode demonstrar o curso do trabalho através de um sistema de gráficos. Isto permite que o gestor possa, com clareza, focalizar a existência de um problema e dar indicações de como melhorar determinado aspecto. Uma vez identificada a área do problema, o software pode ser usado para alterar qualquer parâmetro que o usuário deseje. Ao correr a simulação mais uma vez, poder-se-á visualizar imediatamente o impacto da alteração. Deste modo, as organizações podem alterar os seus processos de negócio num ambiente de computador, sem os riscos dos custos provenientes dos contratempos do mundo real, devido aos eventuais erros cometidos.
Se por um lado há modelos que permitem o auxílio à actividade diária, outros existem que permitem dar formação, treinando os gestores, para situações possíveis, em ambiente de negócios específicos.
As soluções ao nível de software existentes no mercado, utilizam os mais recentes avanços da Inteligência Artificial, que permitem facilitar o processo de tomada de decisão e detecção de problemas, no seio das organizações, de uma forma rápida, eficaz e útil, permitindo assim a aproximação ao cenário óptimo nas decisões tomadas.
- Sistemas estáticos ou dinâmicos

Os modelos estáticos são aqueles que permitem representar um determinado processo num determinado momento para o qual as suas formulações não consideram a variável tempo. Por sua vez, os modelos dinâmicos têm em consideração a variável tempo e representam as alterações ocorridas no processo à medida que esta variável vai avançando, ou seja, é possível verificar (ou definir) uma ordem temporal entre os eventos a simular.
- Modelos com eventos discretos, contínuos e híbridos

Os modelos com eventos discretos são aqueles em que as variáveis dependentes variam discretamente em pontos específicos do tempo simulado, referidos como tempo de evento. A variável tempo pode ser contínua ou discreta em tais modelos, dependendo se as mudanças discretas nas variáveis dependentes podem ocorrer em qualquer ponto do tempo real ou unicamente em pontos pré-determinados. Os modelos com eventos contínuos são aqueles em que as variáveis dependentes podem variar continuamente ao longo do tempo simulado. Um modelo contínuo pode ser tanto contínuo no tempo ou discreto no tempo,dependendo se os valores das variáveis dependentes estão sempre disponíveis em qualquer ponto do tempo simulado, ou apenas em pontos específicos.
Os softwares que permitem a simulação híbrida são aqueles em que as variáveis dependentes podem variar discretamente,continuamente, ou continuamente com saltos discretos sobrepostos. A variável tempo pode ser discreta ou contínua nestes casos.

### Programação
- Linguagem

O modelo é descrito através de equações - linguagem verbal. É favorável para modelos mais complicados e extensos e há possibilidade de modularidade (rotinas ou funções) - o Scilab é um dos programas que se pode usar neste caso.
- Interface Gráfica

O modelo é descrito através de símbolos gráficos - linguagem gráfica ou visual. Permite ver o modelo como um todo, minimizando a possibilidade de cometer erros de tradução e permitindo realizar simulações sem escrever as equações do modelo. Vantagens que desaparecem com aumento do tamanho e complexidade do modelo - o Scicos é um dos programas que se pode usar neste caso.

## Wiki
O Wikiquote tem uma coleção de citações de ou sobre: Gestão.
O Wikcionário possui o verbete Simulação